# 1874 год в науке
В 1874 году произошли различные научные и технологические события, некоторые из которых представлены ниже.

## События
- Ирландский физик Джордж Стони ввёл в физику термин «электрон», определив его как «фундаментальную единицу измерения электроэнергии», и дал оценку его величины, довольно близкую к реальной. 20 лет спустя (1894 год) это название было перенесено на частицы, образующие катодные лучи[1].

## Награды
- Ломоносовская премия
  - А. Н. Лодыгин за открытие, сделанное в области электрического освещения[2]:53—108.